# Горња Баварска
Горња Баварска (бав. Obabayern) је један од седам административних региона немачке државе Баварска. Налази се у јужном делу Баварске око града Минхена. Горња Баварска је подељена на четири региона Planungsverband): Инголштат, Минхен, Оберланд и Сидоштобербајерн.
| Окрузи | Аутономни градови                   |
| --- | ----------------------------------- |
| 1. Алтутинг 2. Бад Телц-Волфратсхаузен 3. Берхтесгаденер Ланд () 4. Дахау 5. Еберсберг 6. Ајхштет 7. Ердинг 8. Фрајсинг 9. Фирштенфелдбрук 10. Гармиш-Партенкирхен 11. Ландсберг 12. Мисбах 13. Милдорф 14. Минхен 15. Нојбург-Шробенхаузен 16. Пфафенхофен 17. Розенхајм 18. Штарнберг 19. Траунштајн 20. Вајлхајм-Шонгау | 1. Инголштат 2. Минхен 3. Розенхајм |

### Становништво
```
Становништво Горње Баварске кроз историју:
  1939: 1.999.048
  1950: 2.541.896
  1961: 2.831.744
  1970: 3.324.104
  1987: 3.598.126
  2002: 4.169.657
```